# Tipula helferi
Tipula helferi är en tvåvingeart som beskrevs av Alexander 1965. Tipula helferi ingår i släktet Tipula och familjen storharkrankar. Inga underarter finns listade i Catalogue of Life.